# Heron and Grey
Heron and Grey was een restaurant in Dublin, Ierland. Het restaurant kreeg een Michelinster toegekend voor 2017 tot en met 2019.
Chef-kok was Damien Grey en Andrew Heron was verantwoordelijk voor het restaurant. Zij waren gezamenlijk eigenaar van het restaurant. Het restaurant sloot in januari 2019.

## Onderscheidingen
- Michelinster 2017, 2018, 2019